# 遊侠列伝
『遊侠列伝』（ゆうきょうれつでん）は、1970年7月4日に東映で公開された日本映画。カラー、96分。

## 概要
駆け落ちして、その相手の実の兄に怪我を負わせてしまったテキ屋が病で恋人を失ってしまい、その兄貴や、地元の汚いやくざと対決する。
広島県福山市鞆の浦で一部ロケが行われた。

## 出演
- 川又辰五郎：高倉健
- おゆき：藤純子
- 泉水熊太郎：天津敏
- 石田常平：遠藤辰雄
- 仙三：玉川良一
- 伊助：谷村昌彦
- 床屋の主人：鳳啓助
- その妻：京唄子
- 孫八：由利徹
- お絹：武原英子
- ：藤山直子
- ：玉川長太
- 子分：関山耕司
- 〃：汐路章
- 定次：南廣
- 川又一郎：下沢宏之
- ：中村錦司
- ：遠山金次郎
- ：国一太郎
- ：秋山勝俊
- ：河合保人
- ：小峰一男
- ：木谷邦臣
- ：前川良三
- ：白川浩二郎
- ：笹木俊志
- ：八尋洋
- ：宮城幸生
- ：村田玉郎
- ：山田みどり
- ：森谷譲
- ：山下義明
- ：村井京二郎
- ：村居京之輔
- ：矢奈木邦二郎
- ：稲垣陽子
- ：紅かほる
- ：西岡江里子
- ：鈴木あさの
- ：牧淳子
- 万清屋源造：嵐寛寿郎
- 良平：藤山寛美
- お島：浜木綿子

## スタッフ
- 企画：俊藤浩滋、日下部五朗
- 監督：小沢茂弘
- 脚本：大和久守正
- 撮影：山岸長樹
- 美術：鈴木孝俊
- 音楽：渡辺岳夫
- 録音：野津裕男
- 照明：増田悦章
- 編集：堀池幸三
- 助監督：清水彰

## 映像ソフト
- 2015年11月11日、東映ビデオからDVDが発売された。